# Província de Papua
Papua (indonesi: Provinsi Papua) és una província d'Indonèsia. Consta de la meitat oest de l'illa de Nova Guinea i de les illes properes. La seva capital és Jayapura. És la més gran i la més oriental de les províncies d'indonèsia.
Aquesta província originàriament cobria tota la meitat occidental de Nova Guinea, El 2003,el govern d'Indonèsia va formar una província separada amb la part més occidental de Nova Guinea, al voltant de la península Bird Head i la península Bomberai, junt amb les illes del voltant de Raja Ampat, al seu nom al principi va ser "Irian Jaya" (Irian Gloriós) Occidental i actualment "Papua Occidental".
"Papua" és el nom oficial indonesi i el nom reconegut internacionalment per a aquesta província.

## Govern

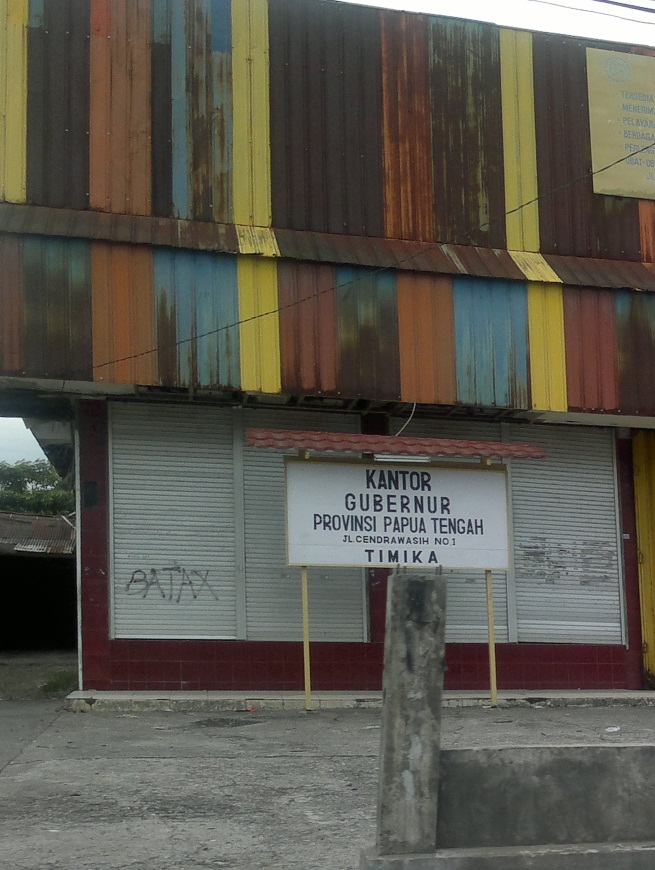
Edifici a Timika del governador de la província Papua Central

La província de Papua és governada per un governador directament elegit (actualment Lukas Enembe) i una legislatura regional, DPRP (Dewan Perwakilan Rakyat Papua). L'organització governamental que només existeix a Papua és el MRP (Majelis Rakyat Papua / Consell del poble de Papua), format amb una coalició de caps tribals.
La sobirania d'Indonèsia sobre Papua data de l'any 1969, a través d'un referèndum, això va donar lloc al Conflicte de Papua.

## Divisions administratives
Des de 2010, (després de la separació de la província de Papua Occidental el 2003), la província de Papua residual consta de regències (kabupaten) i una ciutat autònoma (kotamadya); aquestes regències i la ciutat autònoma estan subdividides en districtes (kecamatan), i després en poblacions (kelurahan i desa).
| Nom                                                    | Superfície (km²) | Población Estimat de 2005 | Població Cens de 2010 | Població Estimat de 2014 | Capital         | Nombre de Districtes |
| ------------------------------------------------------ | ---------------- | ------------------------- | --------------------- | ------------------------ | --------------- | -------------------- |
| Jayapura (city)                                        | 935,92           | 197.396                   | 256.705               | 315.872                  | Jayapura Ciutat | 5                    |
| Keerom Regency                                         | 8.390,00         | 37.048                    | 48.536                | 59.723                   | Waris           | 7                    |
| Jayapura Regency                                       | 11.157,15        | 90.972                    | 111.943               | 137.744                  | Sentani         | 19                   |
| Sarmi Regency                                          | 17.742,00        | 31.500                    | 32.971                | 40.570                   | Sarmi           | 10                   |
| Mamberamo Raya Regency (Great Mamberamo)               | 23.813,91        | #                         | 18.365                | 22.598                   | Burmeso         | 8                    |
| Waropen Regency                                        | 10.977,09        | 21.181                    | 24.639                | 30.318                   | Botawa          | 10                   |
| Yapen Islands Regency (Kepulauan Yapen)                | 2.050,00         | 70.201                    | 82.951                | 102.070                  | Serui           | 12                   |
| Biak Numfor Regency                                    | 2.602,00         | 99.204                    | 126.798               | 156.023                  | Biak            | 19                   |
| Supiori Regency                                        | 678,32           | 12.152                    | 15.874                | 19.533                   | Sorendiweri     | 5                    |
| Pegunungan Bintang Regency (Bintang Mountains Regency) | 15.682,00        | 86.979                    | 65.434                | 80.516                   | Oksibil         | 34                   |
| Yahukimo Regency                                       | 17.152,00        | 134.702                   | 164.512               | 202.430                  | Sumohai         | 51                   |
| Yalimo Regency                                         | 1.253,00         | #                         | 50.763                | 62.463                   | Elelim          | 5                    |
| Mamberamo Tengah Regency (Central Mamberamo)           | 1.275,00         | #                         | 39.537                | 48.650                   | Kobakma         | 5                    |
| Jayawijaya Regency                                     | 7.030,66         | 207.480                   | 196.085               | 241.280                  | Wamena          | 11                   |
| Nduga Regency                                          | 2.168,00         | #                         | 79.053                | 97.274                   | Kenyam          | 8                    |
| Lanny Jaya Regency                                     | 2.248,00         | #                         | 148.522               | 182.754                  | Tiom            | 10                   |
| Tolikara Regency                                       | 5.588,13         | 44.100                    | 114.427               | 140.801                  | Karubaga        | 35                   |
| Puncak Jaya Regency                                    | 4.989,51         | 111.488                   | 101.148               | 124.461                  | Mulia           | 8                    |
| Puncak Regency                                         | 8.055,00         | #                         | 93.218                | 114.702                  | Ilaga           | 8                    |
| Intan Jaya Regency                                     | 3.922,02         | #                         | 40.490                | 49.822                   | Sugapa          | 6                    |
| Paniai Regency                                         | 6.525,25         | 111.412                   | 153.432               | 188.796                  | Enarotali       | 10                   |
| Nabire Regency                                         | 11.112,61        | 159.548                   | 129.893               | 159.831                  | Nabire          | 14                   |
| Dogiyai Regency                                        | 4.237,40         | #                         | 84.230                | 103.643                  | Kigamani        | 10                   |
| Deiyai Regency                                         | 537,39           | #                         | 62.119                | 76.436                   | Tigi            | 5                    |
| Mimika Regency                                         | 21.633,00        | 126.344                   | 182.001               | 223.949                  | Timika          | 12                   |
| Asmat Regency                                          | 31.983,69        | 61.642                    | 76.577                | 94.227                   | Agats           | 8                    |
| Mappi Regency                                          | 24.118,00        | 65.219                    | 81.658                | 100.479                  | Kepi            | 10                   |
| Boven Digoel Regency                                   | 27.108,00        | *                         | 55.784                | 68.641                   | Tanah Merah     | 20                   |
| Merauke Regency                                        | 44.071,00        | 154.310                   | 195.716               | 240.826                  | Merauke         | 20                   |

## Geografia
Una serralada central est-oest domina la geografia de l'illa de Nova Guinea amb uns 1.600 km de llargada total. Aquesta província conté una muntanya de 4.884 m d'alt. El límit arboriés a 4.000 metres d'alt. El clima és tropical llevat de a les grans alçades.
El riu més llarg de la província és el riu Mamberamo

## Ecologia

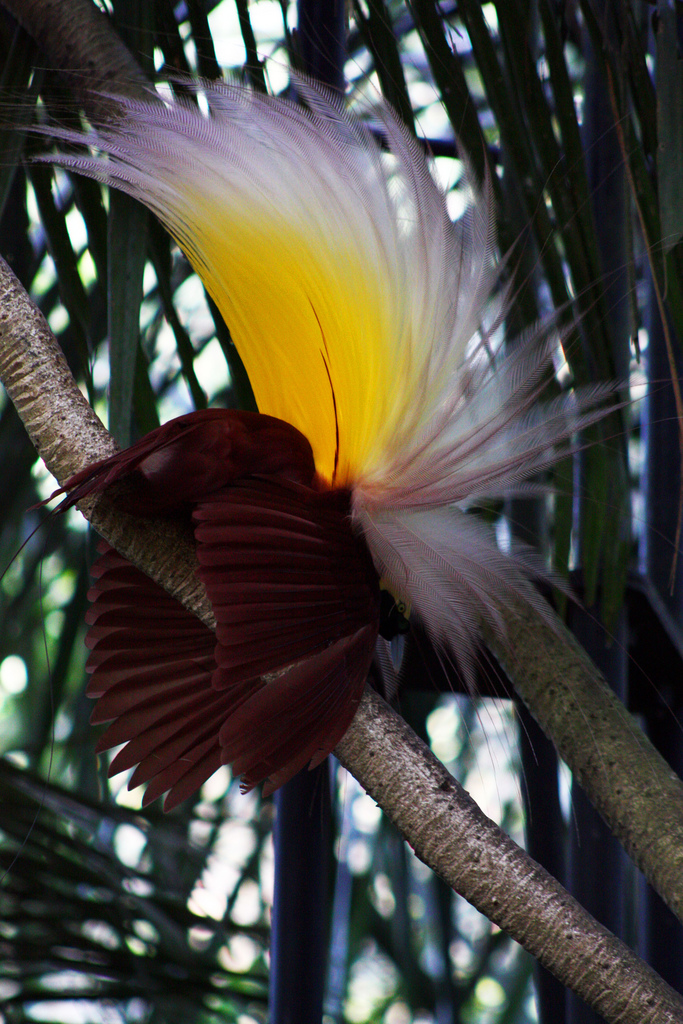
Paradisaea apoda

S'estima que a l'illa hi ha unes 16.000 espècies de plantes, 124 gèneres de les quals són endemismes. La fauna inclou marsupials (incloent possums, wallabies, cangurs arboris, etc.
Hi ha cocodrils d'aigua dolça i d'aigua salada.
Té el Parc nacional Lorentz, i el Parc Nacional Wasur, un aiguamoll del RAMSAR
El febrer de 2006, es descobriren a les Muntanyes Foja, Sarmi, noves espècies d'ocells, papallones, amfibis i plantes, incloent potser el rhododendron de flors més grosses del món.